# Karcag
Karcag é uma cidade da Hungria, situada no condado de Jász-Nagykun-Szolnok. Tem 368,63 km² de área e sua população em 2019 foi estimada em 19.732 habitantes.